# Krze Małe
Krze Małe – dawna wieś, obecnie w granicach wsi Krze Duże w Polsce, położona w województwie mazowieckim, w powiecie żyrardowskim, w gminie Radziejowice. Nazwę Krze Małe zniesiono w 2006 roku.
Oddzielona od Krzów Dużych drogą ekspresową S8.
Od 1867 wieś w gminie Radziejowice w powiecie błońskim; 20 października 1933 utworzyła gromadę Krze Małe w granicach gminy Radziejowice. Od 1948 w powiecie grodziskomazowieckim. Od 5 października 1954 w granicach gromady Radziejowice.